# Талдан
Талдан — село в Сковородинском районе Амурской области России. Административный центр сельского поселения Талданский сельсовет.

## История
Основан в 1910 году при строительстве Транссибирской магистрали. С 1950 по 2001 года Талдан имел статус рабочего посёлка (пгт), после чего законом Амурской области преобразован в село. Расположен в северо-западной части Уркан-Амурского водораздела.
Село основан в 1910 году при строительстве Западно-Амурского участка Транссибирской железнодорожной магистрали. В 1913 году Талдан посетил известный норвежский путешественник Ф. Нансен, о чём он довольно подробно упоминает в своей книге «В страну будущего». В настоящее время основным предприятием поселка является щебеночный завод Забайкальской железной дороги, построенный в 1975—1981 гг. мощностью 780 тыс. кубометров щебня в год. Кроме того, имеется леспромхоз и участки предприятий железнодорожного транспорта. В поселке имеется дом быта, средняя школа, два клуба, библиотека, больница, амбулатория, аптека, метеопост, почтовое отделение.

## Топонимика
Село стоит на правом берегу р. Талдан, название которой эвенкийского происхождения от слова талдан со значением «разлив реки по пойме»; то есть название отражает характер течения реки, которая имеет тенденцию часто выходить из берегов; другой вариант от слова таладен со значением «большое ровное место, залитое талыми водами».

## Население
| 1959  | 1970  | 1979  | 1989  | 2002  | 2010  |
| ----- | ----- | ----- | ----- | ----- | ----- |
| 4694  | ↘3801 | ↗4193 | ↘3981 | ↘3573 | ↘3140 |
| 2012  | 2013  | 2014  | 2015  | 2016  | 2017  |
| ↘3082 | ↘3018 | ↘2959 | ↗2980 | ↘2942 | ↘2916 |
| 2018  | 2021  |       |       |       |       |
| ↘2850 | ↘2410 |       |       |       |       |

## Экономика
Станция Талдан ЗабЖД, дистанция пути № 13. Также функционирует щебёночный завод.